# Il voyage en solitaire
Pistes de Manset
Y a une route
(1) On sait que tu vas vite
(3)
Il voyage en solitaire est une chanson écrite et composée par Gérard Manset en 1975, deuxième titre de l'album Manset.
L'album original, Y a une route (appelé aussi Manset), est sorti en 1975 sous la référence C.064.13038 avec ce titre, enregistré en avril 1974 (Studio de Milan) et non en 1975.

## Développement et composition
La chanson est composée en 1973 et déposée à la Sacem sous le titre provisoire de Il chante la terre. Selon Daniel Lesueur, le succès de la chanson est probablement dû à l'opiniâtreté du producteur de France Inter Daniel Hamelin qui, ayant découvert ce titre en face B d'un 45 tours promotionnel, le programma jusqu'à ce que la chanson soit distribuée commercialement.

## Postérité
La chanson va connaître un succès considérable en 45 tours, et atteindre des chiffres de ventes de 300 000 exemplaires, et une dixième place dans les classements de la chanson française. Elle sera reprise, entre autres, par Danielle Messia, Hervé Vilard, Michel Pelay, Florent Pagny, Cheb Mami, Alain Bashung et Vox Angeli.